# Najat Essaghira
Najat Essaghira (Es-Saghira) (anhörenⓘ Najet Essaghira bzw. Es-Saghira, Nagat bzw. Najat el Saghira bzw. Al Saghira oder Al Sagheerah, arabisch نجاة الصغيرة, DMG Naǧāt aṣ-Ṣaġīra; eigentl.: Najat Mohamed Mahmoud Hosni El Baba; * 11. August 1938 in Kairo) ist eine ägyptische Sängerin und Schauspielerin.

## Werdegang
Die Halbschwester der Schauspielerin Soad Hosni begann dreizehnjährig Lieder von Umm Kulthum mit ihrem Bruder Ezzadin Hosni zu singen, der Mitglied im Orchester der Sängerin war.  In den nächsten Jahren komponierten u. a. Ahmad Sedki, Mahmoud Cherif, Zakaria Ahmad und ihr Bruder Ezzadin Lieder für sie. Ihren ersten großen Erfolg hatte sie mit dem Lied Awsifouli El Hob, für das Maamoun Chenaoui den Text schrieb und Mahmoud Cherif die Musik komponierte. Nach einer Begegnung mit Mohammed Abdel Wahab sang sie auch Titel von ihm wie Kol Da Kan Lih, La takzibi, Ayadhono und El Arib Minak.
Auch Riad El Sonbaty, der Komponist von Umm Kulthum, die Brüder Mansour und Assi Rahbani, Baligh Hamdi, Kamal Tawil und Mohamed El Mougi schrieben Lieder für sie. Besonderes Ansehen hatte sie als Interpretin von Liedern nach Texten Nizar Qabbanis. Ihre letzte Chanson Ettamen von Saleh El Charnoubi entstand 2003, bevor sie ihre Laufbahn als Sängerin beendete. Als Schauspielerin wirkte Essaghira in mehr als einem Dutzend Filme mit, darunter Hadia, Bnti Lbalad und Sabaat ayam fil janaa.
Nagat spielte in 13 ägyptischen Filmen mit und zog sich 1976 im Alter von 37 Jahren von der Schauspielerei zurück. In fast allen ihren Filmen sang sie Lieder, eines ihrer bekannten Lieder ist ein ägyptisches Lied in ländlichem Dialekt namens Ama Barawa.

## Diskografie

### Singles (Auswahl)
- Ana Baashaq El Bahr
- Bahlam Ma'ak
- Oyoun El Alb
- Ya Msafer Wahdek